# Piaski-Drużków

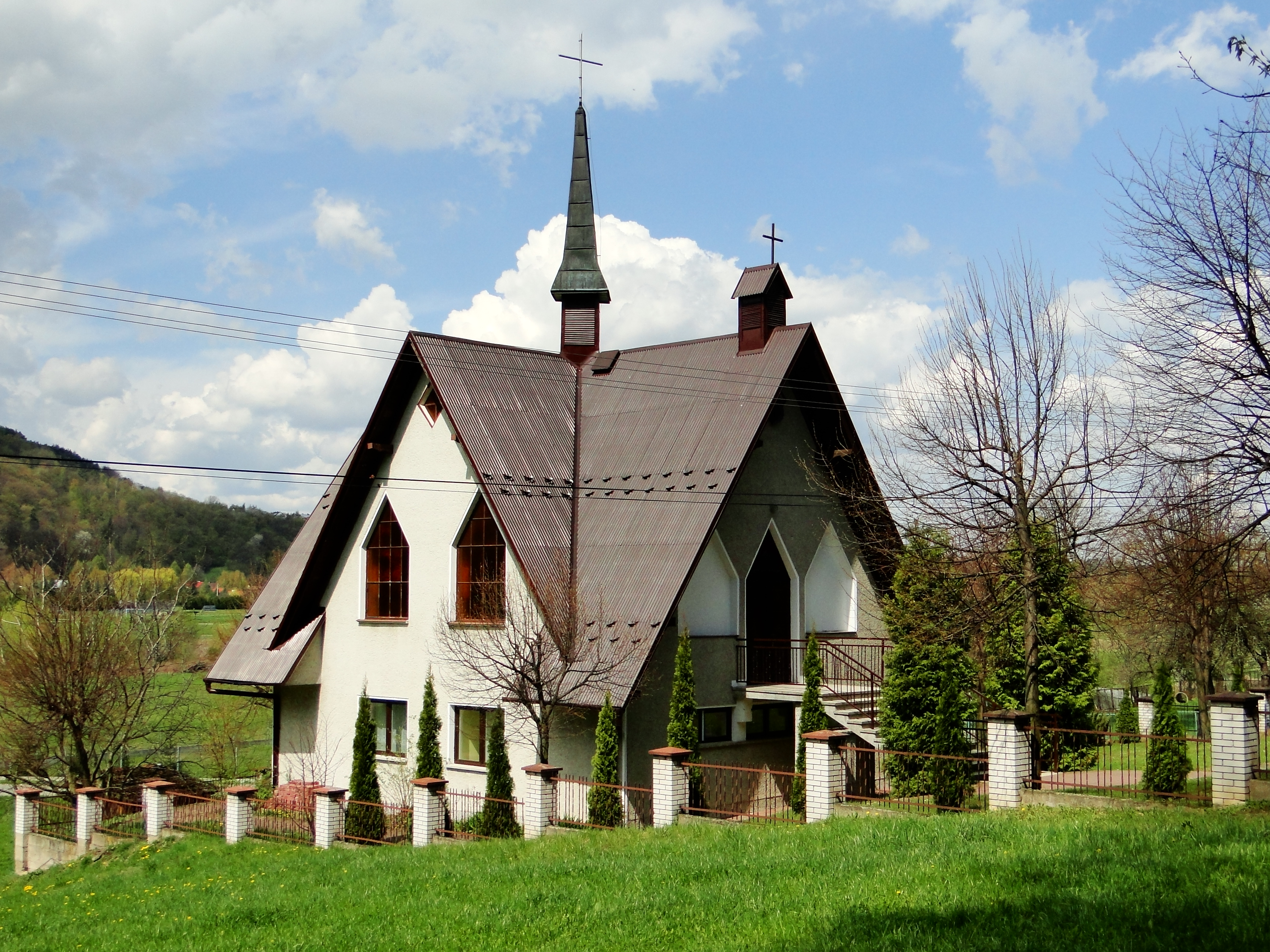
Kaplica Najświętszego Serca Pana Jezusa

Piaski-Drużków – wieś w Polsce, położona w województwie małopolskim, w powiecie brzeskim, w gminie Czchów, nad Dunajcem.
W latach 1975–1998 wieś administracyjnie należała do województwa tarnowskiego.

## Nazwa
Nazwę miejscowości w zlatynizowanej staropolskiej formie Druszkow wymienia w latach (1470–1480) Jan Długosz w księdze Liber beneficiorum dioecesis Cracoviensis. Do tej nazwy dołączony został człon „Piaski” po przeniesieniu koryta Dunajca, które pozostawiło po sobie zamulone żyzne ziemie.

## Integralne części wsi
| SIMC    | Nazwa     | Rodzaj    |
| ------- | --------- | --------- |
| 0817103 | Chabalina | część wsi |
| 0817110 | Dwór      | część wsi |
| 0817126 | Głowaczka | część wsi |
| 0817132 | Kącina    | część wsi |
| 0817149 | Piaski    | część wsi |
| 0817155 | Rola      | część wsi |
| 0817161 | Równia    | część wsi |
| 0817178 | Rzezawa   | część wsi |
| 0817184 | Trąbki    | część wsi |

## Geografia
Wieś leży wśród wzniesień Pogórza Rożnowskiego: Głowaczki, Suchej Góry i Habaliny. Jest to jedyna miejscowość gminy Czchów, która leży na prawym brzegu Dunajca. Połączona jest z pozostałą częścią gminy poprzez prom samochodowy i most na zaporze wodnej Elektrowni Czchów.

## Turystyka i obiekty
W miejscowości znajduje się Ośrodek Wypoczynkowy Chorągwi Krakowskiej ZHP. Piaski-Drużków położone są przy zielonym szlaku turystycznym PTTK. Znajduje się tu dwór Krasuskich, pełniący przez pewien czas funkcję szkoły, a także kaplica. Niedaleko niej postawiono w latach 80. XX wieku kapliczkę ze śmigłem samolotowym, upamiętniającą wypadek lotniczy do którego doszło 23 sierpnia 1980 roku, w którym zginął młody pilot Aeroklubu Podhalańskiego.
Wieś przecinają prostopadle biegnące do rzeki Dunajec strumienie, które stały się źródłem ukształtowania terenu.

## Infrastruktura
We wsi znajduje się sieć elektryczna, gazowa i wodociągowa. Cały obszar wsi mieści się w dobrym zasięgu sieci komórkowej i mobilnego Internetu. Drogi są asfaltowe, poza nielicznymi wyjątkami miejsc biegnących przez wzgórza, miejscowość leży na drodze biegnącej z Czchowa do Zakliczyna.

## Historia
Na terenie wsi znaleziono trzy stanowiska archeologiczne z epoki kamienia i jedno ze średniowiecza. Pierwsza wzmianka w źródłach pisanych pochodzi z 1308 roku. Wówczas wieś należała do Gniewomira, syna Zbrosława. W drugiej połowie XV wieku znajdowały się tu trzy folwarki. Właścicielem wsi był wówczas Jakub Druszkowski herbu Nowina. W wiekach XVIII–XX wieś należała do Krasuskich herbu Nowina.
W okresie międzywojennym funkcjonowała szkoła podstawowa. Wówczas miejscowość sięgała do terenów później zajętych przez Czchów. W latach 70. XX wieku drewniany prom zastąpiono metalowym. W 1988 r. na drogach wiejskich położono asfalt, a w latach 90. doszło do gazyfikacji i założenia telefonów stacjonarnych. W 1992 r. wybudowano kaplicę pw. Najświętszego Serca Pana Jezusa należącą do parafii Narodzenia Najświętszej Maryi Panny w Czchowie.